# Poznjaky (metrostation)
Poznjaky (Oekraïens: Позняки, ⓘ) is een station van de metro van Kiev. Het station maakt deel uit van de Syretsko-Petsjerska-lijn en werd geopend op 30 december 1994. Het metrostation bevindt zich op de linkeroever van de Dnjepr, onder het verkeersplein waar de Prospekt Mykoly Bazjana (Mykola Bazjanlaan) en de Prospekt Petra Hryhorenka (Petro Hryhorenkolaan) elkaar kruisen. Zijn naam dankt station Poznjaky aan de gelijknamige wijk waarin het gelegen is.
Het station is ondiep gelegen en bestaat uit één grote ruimte waarin zich zowel het perron als de lokettenzalen bevinden. De wanden zijn bekleed met wit en bruin marmer. Een balkon boven een van de sporen verbindt de beide lokettenzalen van het station en is zowel in het midden als aan de uiteinden door trappen met het perron verbonden. Aan het balkon zijn ook enkele winkels gevestigd. De lokettenzalen komen uit in twee voetgangerstunnels onder de Prospekt Mykoly Bazjana die leiden naar open ruimtes in het bovenliggende verkeersplein.